# 江東区立豊洲北小学校
江東区立豊洲北小学校（こうとうくりつ とよすきたしょうがっこう）は、東京都江東区豊洲三丁目にある公立小学校。略称は「北小」。

## 概要
造船所跡地の再開発を進めるIHI（石川島播磨重工業）が、ファミリー世帯が多く移り住むことを前提に江東区に用地を提供し開校したもので、区では（合併を除き）26年ぶりとなる新設校である。
豊洲地区におけるマンション建設ラッシュにより、さらなる児童数の増加が見込まれたため、2015年に豊洲西小学校が開校した。これに伴い、豊洲小学校と合わせた3校間での学区調整が行われた。
児童数1028人、30学級、教職員70名の体制で運営されている(2019年度)。

## 沿革
出典
- 2005年（平成17年）
  - 10月24日 - 校舎建築を江東区議会が承認。
  - 10月25日 - 校舎建築工事着工。
- 2007年（平成19年）
  - 3月14日 - 校舎完成。
  - 4月1日 - 豊洲小学校より分離し、開校。
  - 4月6日 - 第1回入学式挙行。開校時点の学級数は全10学級、児童数は293名。
- 2008年（平成20年）
  - 1月26日 - 開校記念式典挙行。
  - 3月25日 - 第1回卒業式挙行。最初の卒業生は10名。
- 2009年（平成21年）4月1日 - 増築棟工事着工。
- 2010年（平成22年）
  - 3月15日 - 増築棟（第2校舎）完成。
  - 4月1日 - 情緒障害等通級指導学級開設。
- 2015年（平成27年）4月6日 - 第3校舎完成、校庭改修。

## 通学区域
出典
- 豊洲1丁目（全域）
- 豊洲2丁目（全域）
- 豊洲3丁目（全域）

## 進学先中学校
出典
- 江東区立深川第五中学校

## 学校周辺
- 豊洲運河（校地のそばを流れる）
- 江東区立豊洲三丁目公園
- スーパービバホーム豊洲店
- 豊洲センタービル
- 芝浦工業大学
- 豊洲駅
- このほか、シティタワーズ豊洲などのタワーマンションが所在する。

## アクセス
- 東京メトロ有楽町線豊洲駅
  - 「豊洲フロント」出口から、徒歩約330m・約5分。
  - 「1C」出口から、約360m・約5～6分。
- ゆりかもめ東京臨海新交通臨海線豊洲駅（出口2）から、徒歩約560m・約11分。
- 都営バス「業10」・「海01」・「錦13」・「門19」・「陽12-1」・「陽12-2」・「陽12-3」の各系統で、「豊洲四丁目」停留所下車後、徒歩約400m・約6分。